# Tenerife Open 1989
Het Tenerife Open van 1989 was de eerste editie van dit toernooi. Het werd gespeeld van 23-26 februari op de net geopende Golf Del Sur. Het prijzengeld was € 283.175.
De golfclub had een Nederlandse eigenaar die net naast de baan een appartementencomplex had laten bouwen. De golfbaan was al in 1987 geopend maar toen de spelers in 1989 aankwamen waren de appartementen nog niet klaar om bewoond te worden. De meubels waren aangekomen, maar stonden omgeslagen in enkele kamers. De spelers moesten dus eerst hun meubels ophalen en hun appartement inrichten. Ook werkte er nog maar één telefoon in het kantoor. 
Het was het eerste toernooi van het seizoen en er waren diverse onbekende rookies zoals Chris van der Velde, die in de Verenigde Staten was opgegroeid maar ook een Nederlands paspoort had. Dan was er Jean van de Velde, hetgeen voor verwarring zorgde. En Kevin Dickens, die in ronde 3 negen birdies maakte. Jean en Kevin eindigden op de 19de plaats, maar Chris miste de cut. Santiago Luna had die week met 65 (-7) de beste ronde gespeeld. De 23-jarige José María Olazábal behaalde zijn vijfde overwinning op de Europese Tour.

## Top-10
| Nr | Speler               | Score           | Score | Prijs    |
| -- | -------------------- | --------------- | ----- | -------- |
| 1  | José María Olazábal  | 69-68-68-70=275 | -13   | € 46.662 |
| T2 | José Maria Cañizares | 70-66-70-72=278 | -10   | € 24.304 |
| T2 | David Gilford        | 72-70-69-67=278 | -10   | € 24.304 |
| T4 | Michael King         | 74-70-69-67=280 | -8    | € 11.014 |
| T4 | Juan Quiros          | 70-73-69-68=280 | -8    | € 11.014 |
| T4 | Johan Ryström        | 72-72-68-68=280 | -8    | € 11.014 |
| T4 | Philip Walton        | 70-70-68-72=280 | -8    | € 11.014 |
| T8 | Roger Chapman        | 74-70-67-70=281 | -7    | € 6.291  |
| T8 | José Rivero          | 70-72-68-71=281 | -7    | € 6.291  |
| T8 | Mark Roe             | 68-69-69-75=281 | -7    | € 6.291  |